# Saison ABA 1971-1972
La cinquième saison de l’American Basketball Association a été jouée en 1971-72. Du 13 octobre au 31 mars, les onze équipes engagées dans cette première saison ont joué chacune 84 matchs. Les playoffs ont conduit en finale les Indiana Pacers opposés aux New York Nets, l'équipe des Pacers étant une troisième fois en quatre ans en finale des playoffs,.

## Saison régulière

### Classements
| Champion de division | Qualifié pour les playoffs |

 W = victoires, L = défaites, PCT = pourcentage de victoires, GB = retard (en nombre de matchs)
| Équipe             | W  | L  | PCT    | GB |
| ------------------ | -- | -- | ------ | -- |
| Kentucky Colonels  | 68 | 16 | 81,0 % | -  |
| Virginia Squires   | 45 | 39 | 53,6 % | 23 |
| New York Nets      | 44 | 40 | 52,4 % | 24 |
| The Floridians     | 36 | 48 | 42,9 % | 32 |
| Carolina Cougars   | 35 | 49 | 41,7 % | 33 |
| Pittsburgh Condors | 25 | 59 | 29,8 % | 43 |

| Équipe            | W  | L  | PCT    | GB |
| ----------------- | -- | -- | ------ | -- |
| Utah Stars        | 60 | 24 | 71,4 % | -  |
| Indiana Pacers    | 47 | 37 | 56,0 % | 13 |
| Dallas Chaparrals | 42 | 42 | 50,0 % | 18 |
| Denver Rockets    | 34 | 50 | 40,5 % | 26 |
| Memphis Pros      | 26 | 58 | 31,0 % | 34 |

### Meilleurs joueurs
| Catégorie                  | Joueur          | Équipe             | Statistique |
| -------------------------- | --------------- | ------------------ | ----------- |
| Points par match           | Charlie Scott   | Virginia Squires   | 34,6        |
| Rebonds par match          | Artis Gilmore   | Kentucky Colonels  | 17,8        |
| Passes décisives par match | Bill Melchionni | New York Nets      | 8,4         |
| % aux tirs                 | Artis Gilmore   | Kentucky Colonels  | 59,8 %      |
| % aux lancers francs       | George Lehmann  | Carolina / Memphis | 88 %        |
| % à 3-points               | Red Robbins     | Utah Stars         | 40,8 %      |

### Joueurs récompensés
- Rookie de l'année : Artis Gilmore (Kentucky Colonels)
- MVP de l'année : Artis Gilmore (Kentucky Colonels)
- Meilleur entraîneur de l'année : Tom Nissalke (Dallas Chaparrals)
- MVP des playoffs : Freddie Lewis (Indiana Pacers)

- All-ABA First Team:
  - Dan Issel, Kentucky Colonels
  - Rick Barry, New York Nets
  - Artis Gilmore, Kentucky Colonels
  - Donnie Freeman, Dallas Chaparrals
  - Bill Melchionni, New York Nets
- All-ABA Second Team:
  - Willie Wise, Utah Stars
  - Julius Erving, Virginia Squires
  - Zelmo Beaty, Utah Stars
  - Ralph Simpson, Denver Rockets
  - Charlie Scott, Virginia Squires
- All-Rookie Team:
  - Julius Erving, Virginia Squires
  - George McGinnis, Indiana Pacers
  - Artis Gilmore, Kentucky Colonels
  - Johnny Neumann, Memphis Pros
  - John Roche, New York Nets

## Playoffs

### Règlement
Au premier tour et pour chaque division, l'équipe classée numéro 1 affronte l'équipe classée numéro 4 et la numéro 2 la 3. Une équipe doit gagner quatre matchs pour remporter une série de playoffs, avec un maximum de sept matchs par série.

### Arbre de qualification
|  | Division demi-finales | Division demi-finales | Division demi-finales | Division demi-finales |    |                | Division finales | Division finales | Division finales | Division finales |  |  | Finale ABA | Finale ABA | Finale ABA | Finale ABA |
|  |                       |                       |                       |                       |    |                |                  |                  |                  |                  |  |  |            |            |            |            |
|  |                       |                       |                       |                       |    |                |                  |                  |                  |                  |  |  |            |            |            |            |
|  |                       |                       |                       |                       |    |                |                  |                  |                  |                  |  |  |            |            |            |            |
|  | O1                    | Utah Stars            | 4                     | 4                     |    |                |                  |                  |                  |                  |  |  |            |            |            |            |
|  | O1                    | Utah Stars            | 4                     | 4                     |    |                |                  |                  |                  |                  |  |  |            |            |            |            |
|  | O3                    | Dallas Chaparrals     | 0                     | 0                     |    |                |                  |                  |                  |                  |  |  |            |            |            |            |
|  | O3                    | Dallas Chaparrals     | 0                     | 0                     | O1 | Utah Stars     | 3                | 3                |                  |                  |  |  |            |            |            |            |
|  |                       |                       |                       |                       | O1 | Utah Stars     | 3                | 3                |                  |                  |  |  |            |            |            |            |
|  |                       |                       | O2                    | Indiana Pacers        | 4  | 4              |                  |                  |                  |                  |  |  |            |            |            |            |
|  | O4                    | Denver Rockets        | O2                    | Indiana Pacers        | 4  | 4              | 3                | 3                |                  |                  |  |  |            |            |            |            |
|  | O4                    | Denver Rockets        |                       |                       |    |                |                  | 3                |                  |                  |  |  |            |            |            |            |
|  | O2                    | Indiana Pacers        | 4                     | 4                     |    |                |                  |                  |                  |                  |  |  |            |            |            |            |
|  | O2                    | Indiana Pacers        | 4                     | 4                     | O2 | Indiana Pacers | 4                | 4                |                  |                  |  |  |            |            |            |            |
|  |                       |                       |                       |                       | O2 | Indiana Pacers | 4                | 4                |                  |                  |  |  |            |            |            |            |
|  |                       |                       | E3                    | New York Nets         | 2  | 2              |                  |                  |                  |                  |  |  |            |            |            |            |
|  | E1                    | Kentucky Colonels     | E3                    | New York Nets         | 2  | 2              | 2                | 2                |                  |                  |  |  |            |            |            |            |
|  | E1                    | Kentucky Colonels     |                       |                       |    |                |                  |                  |                  |                  |  |  |            |            |            |            |
|  | E3                    | New York Nets         | 4                     | 4                     |    |                |                  |                  |                  |                  |  |  |            |            |            |            |
|  | E3                    | New York Nets         | 4                     | 4                     | E3 | New York Nets  | 4                | 4                |                  |                  |  |  |            |            |            |            |
|  |                       |                       |                       |                       | E3 | New York Nets  | 4                | 4                |                  |                  |  |  |            |            |            |            |
|  |                       |                       | E2                    | Virginia Squires      | 3  | 3              |                  |                  |                  |                  |  |  |            |            |            |            |
|  | E4                    | The Floridians        | E2                    | Virginia Squires      | 3  | 3              | 0                | 0                |                  |                  |  |  |            |            |            |            |
|  | E4                    | The Floridians        |                       |                       |    |                |                  | 0                |                  |                  |  |  |            |            |            |            |
|  | E2                    | Virginia Squires      | 4                     | 4                     |    |                |                  |                  |                  |                  |  |  |            |            |            |            |
|  | E2                    | Virginia Squires      | 4                     | 4                     |    |                |                  |                  |                  |                  |  |  |            |            |            |            |
|  |                       |                       |                       |                       |    |                |                  |                  |                  |                  |  |  |            |            |            |            |

Les deux équipes opposées en finale des playoffs sont deux futures équipes de la National Basketball Association. Les Pacers remportent leur second titre de leur histoire et Freddie Lewis est élu MVP des séries.